# Liga 3 (Georgia)
La Liga 3 è il terzo livello del campionato georgiano di calcio. Vi partecipano 16 squadre.

## Squadre 2024
| Società                  | Città        |
| ------------------------ | ------------ |
| Bakhmaro                 | Chokhatauri  |
| Betlemi                  | Keda         |
| Borjomi                  | Borjomi      |
| Gardabani                | Gardabani    |
| Gonio                    | Gonio        |
| Gori                     | Gori         |
| Guria Lanchkhuti         | Lanchkhuti   |
| Iberia 1999-2            | Tbilisi      |
| Lok’omot’ivi-2           | Tbilisi      |
| Mach'akhela Khelvachauri | Khelvachauri |
| Merani Mart'vili         | Mart'vili    |
| Merani Tbilisi           | Tbilisi      |
| Meshakht'e T'q'ibuli     | Tkibuli      |
| Orbi                     | Tbilisi      |
| Varketili                | Tbilisi      |
| Zest'aponi               | Zestaponi    |

## Albo d'oro
| Stagione  | Campione del girone Ovest             | Campione del girone Est                        | Campione del girone Centro |
| --------- | ------------------------------------- | ---------------------------------------------- | -------------------------- |
| 2011-2012 | Chikhura-2                            | Sasco                                          |                            |
| 2012-2013 | Mach'akhela Khelvachauri              | Kartli 2011                                    |                            |
| 2013-2014 | Lazika Zugdidi                        | Borjomi                                        |                            |
| 2014-2015 | Imereti Khoni                         | Tskhumi Sukhumi                                | Liakhvi Tskhinvali         |
| 2015-2016 | Sulori Vani                           | Gardabani                                      | Mark Stars                 |
| 2016      | Betlemi Margveti Zest'aponi Samegrelo | Norchi Dinamoeli Algeti Shevardeni-1906 Telavi | Gori                       |

| Stagione | Promozioni                                             | Retrocessioni |
| -------- | ------------------------------------------------------ | --- |
| 2017     | Shevardeni-1906 Norchi Dinamoeli Telavi                | Odishi Zugdidi Chkherimela Kharagauli Liakhvi Tskhinvali Sapovnela                                                      |
| 2018     | Zugdidi Guria Lanchkhuti                               | Samegrelo Chiatura Varketili Algeti Mark Stars Imereti Khoni Gardabani Sulori Vani Samgurali-2 Mach'akhela Khelvachauri |
| 2019     | Merani Mart'vili Samgurali Ts'q'alt'ubo Aragvi Dusheti | Borjomi Betlemi |
| 2020     | Gareji Sagarejo                                        | Nessuna |
| 2021     | Spaeri                                                 | Magaroeli Chiatura Didube 2014                                                                                          |
| 2022     | Dinamo-2 Tbilisi K'olkheti-1913 Poti K'olkheti Khobi   | Tbilisi City |
| 2023     | Aragvi Dusheti Shturmi Rustavi                         | Mach'akhela Khelvachauri Merani Tbilisi Chik. Sachkhere                                                                 |